# DC Apresenta
DC Apresenta foi uma publicação da editora de quadrinhos Panini Comics entre Janeiro de 2007 e Julho de 2008.

## Volumes
| Edição | Título                                | Data de Lançamento | Publicação original |
| ------ | ------------------------------------- | ------------------ | --- |
| #01    | SJA - Arquivos Confidenciais          | Janeiro de 2007    | Publicado originalmente em: JSA Classified #01-#04. |
| #02    | Crise Infinita Especial Volume 1      | Março de 2007      | Publicado originalmente em: Day of Vengeance: Infinite Crisis Special e Rann/Thanagar War: Infinite Crisis Special. |
| 03     | Crise Infinita Especial Volume 2      | Maio de 2007       | Publicado originalmente em: Villains United: Infinite Crisis Special e Omac Project: Infinite Crisis Special. |
| #04    | Mulher-Gato - Volume 1                | Julho de 2007      | Publicado originalmente em: Catwoman #53-#57. |
| #05    | Espectro                              | Setembro de 2007   | Publicado originalmente em: Crisis Aftermath: The Spectre #1-#3 e More Fun Comics #52-#53. |
| #06    | Em Busca de um Destino                | Novembro de 2007   | Publicado originalmente em: The Helmet of Fate: Detective Chimp #1, The Helmet of Fate: Sargon the Sorcerer #1, The Helmet of Fate: Black Alice #1, The Helmet of Fate: Ibis the Invincible #1 e The Helmet of Fate: Zauriel #1. |
| #07    | SJA - Arquivos Confidenciais Volume 2 | Janeiro de 2008    | Publicado originalmente em: JSA Classified #14-#18. |
| #08    | Mulher-Gato Volume 2                  | Março de 2008      | Publicado originalmente em: Catwoman #58-#62. |
| #09    | Renegados & Asa Noturna               | Maio de 2008       | Publicado originalmente em: Outsiders Annual #01 e Nightwing Annual #02. |
| 10     | III Guerra Mundial                    | Julho de 2008      | Publicado originalmente em: World War III #01-#04. |